# Hristo Zlatinski
Hristo Zlatinski (Gotse Delchev, 22 de janeiro de 1985) é um jogador de futebol búlgaro que joga como meio-de-campo. Atualmente joga no Ludogorets Razgrad.

## Carreira

### Clubes
Zlatinski começou sua carreira em sua cidade natal, Blagoevgrad, no clube local Pirin. Em 2005 se juntou ao Lokomotiv Plovdiv. Em dois anos pelo clube de Plovdiv, jogou 45 partidas, marcando 10 gols. Nesse período Zlatinski jogou também pela seleção sub-21 da Bulgária. Em junho de 2007 ele assinou um contrato de 3 anos com o Lokomotiv Sofia. Em 2010 retornou ao Lokomotiv Plovdiv.
No dia 18 de junho de 2013, foi contratado pelo campeão búlgaro Ludogorets Razgrad.

### Carreira internacional
Zlatinski foi convocado pela primeira vez à seleção principal no primeiro jogo de Mihail Madanski no comando da Bulgária, em outubro de 2011. No dia 7 desse mês fez sua estreia pela seleção na derrota por 3 a 0 contra a Ucrânia.

## Títulos

### Ludogorets
- Campeonato Búlgaro (1): 2013-14
- Copa da Bulgária (1): 2013-14